# Vágzsámbokrét
Vágzsámbokrét (1899-ig Kis-Zsámbokrét, szlovákul Žakokreky) Nemesmogyoród településrésze, egykor önálló falu Szlovákiában, a Trencséni kerületben, a Trencséni járásban.

## Fekvése
Trencséntől 12 km-re délnyugatra, a Vág jobb oldalán fekszik. Nemesmogyoród északi csücskét képezi.

## Története
A 18. század végén Vályi András így ír róla: „ZSÁMBOKRÉT. Kis Zsámbokrét. Tót falu Trentsén Várm. földes Urai Zsámbokréti, és több Uraságok, lakosai katolikusok, és evangelikusok, fekszik Kohanóczhoz nem meszsze, és annak filiája, Nemes Lieszkóhoz 1/4 órányira, Postája is van; határja 3 nyomásbéli, síkos, és dombos, földgye fekete, homokos, és agyagos, mindenféle gabonát megterem, réttye tsekély, legelője a’ hegyeken, ligettyei is vannak, külömbféle gyümöltsei teremnek, piatza Vág Újhelyben.”
Fényes Elek 1851-ben kiadott geográfiai szótárában így ír a faluról: „Zsámbokrét (Kis), Trencsén m. tót f. Kochanócz mellett: 73 kath., 21 evangel. lak., jó határral. F. u. Zsámbokréty család. U. p. Trencsén.”
1880-ban 101 lakosából 80 szlovák, 8 magyar, 7 német anyanyelvű és 6 csecsemő; ebből 53 evangélikus, 38 római katolikus és 10 zsidó vallású volt. 1912-ben csatolták Nemesmogyoródhoz, ekkor 84 lakosából 62 szlovák, 16 magyar és 6 német anyanyelvű volt.

## Nevezetességei
- A Zsámbokréty-kastély az egykori Kiszsámbokréten áll. A 19. század közepén épült későklasszicista stílusban.

## Neves személyek
- Kiszsámbokréten hunyt el 1936-ban Szalavszky Gyula politikus, főispán.

## Lásd még
- Melcsicmogyoród
- Nemesmogyoród